# Aonyx capensis
La lontra dalle guance bianche (Aonyx capensis (Schinz, 1821)) è un carnivoro della sottofamiglia delle lontre (Lutrinae) originario dell'Africa meridionale.

## Descrizione
La lontra dalle guance bianche è la terza lontra più grande del mondo dopo la lontra gigante del Brasile (Pteronura brasiliensis) e la lontra marina (Enhydra lutris). Le femmine sono leggermente più piccole dei maschi. La lunghezza testa-tronco misura in media 83 centimetri nei maschi e 73 centimetri nelle femmine; nei maschi la coda misura circa 48-50 centimetri. Il corpo è tozzo e la coda smussata. Il corpo è di colore prevalentemente marrone, ma la metà inferiore della faccia con il labbro superiore e i lati della faccia, il collo, la gola e il ventre sono di colore bianco. Presenta dei peli sensoriali bianchi (vibrisse) sulla mascella superiore e inferiore; gli occhi e le orecchie sono piccoli.

## Distribuzione e habitat
La lontra dalle guance bianche è la specie di lontra più diffusa in Africa ed occupa un vasto areale a sud del Sahara. Esso si estende dal Senegal e dal Mali su gran parte dell'Africa occidentale fino al Sudan e all'Etiopia e da qui fino al Capo Occidentale in Sudafrica. È assente solamente dal bacino del Congo, dove è sostituita dalla lontra senza unghie del Congo (Aonyx congicus).